# Petronius Maximus
Petronius Maximus, född cirka 397, död 31 maj 455 i Rom, var västromersk kejsare från den 17 mars till den 31 maj 455. Han spelade en central roll i morden på fältherren Aëtius och kejsaren Valentinianus III.
Petronius Maximus var en rik romersk senator och patricier, och som sådan känd för sin gästfrihet och yppiga levnadssätt. Han ska på något sätt ha blivit personligen förolämpad av kejsare Valentinianus III. En vanligen förekommande uppgift är att kejsaren kränkt Maximus hustru. Därefter dödades Valentinianus III av vänner till Aëtius, som 454 dödats av Valentinianus III. Maximus, som kan ha anstiftat mordet, blev därefter kejsare. Han tvingade Valentinianus III:s änka Licinia Eudoxia att gifta sig med honom och att dennes dotter Eudocia gifte sig med hans son, i syfte att stärka sin familjs ställning. Eudocia hade varit utlovad till Hunerik, son till vandalernas kung Geiserik, som blev uppretad av detta tilltag. Eudoxia, som misstänkte att Maximus låg bakom mordet på hennes tidigare make, vädjade sedan till kung Geiserik om hjälp. När denne landstigit vid Ostia, försökte Maximus att rädda sig genom att fly, men anfölls och dödades av en folkmassa två och en halv månad efter sin utnämning till kejsare.